# Fulcieri da Calboli
Fulcieri di Calboli, da Forlì (... – 1340), è stato un nobile italiano, della famiglia dei Paolucci di Calboli e nipote di Rinieri di Calboli, visse nel XIII-XIV secolo.

## Biografia
Esponente di parte guelfa, come da tradizione familiare fu avversario degli Ordelaffi, ghibellini, che riuscirono, però, a prendere la signoria di Forlì, prima con Scarpetta e poi con Francesco I.
Ricoprì, comunque, cariche politiche di rilievo, come quella di podestà in diverse città: Milano, Modena, Firenze, Bologna.
Proprio come podestà di Firenze, nel 1303, dovette respingere un tentativo di riprendere la città compiuto da fuoriusciti guelfi e da ghibellini, fra cui Dante, sotto la guida di un altro forlivese, il suo vecchio avversario Scarpetta degli Ordelaffi: si tratta della battaglia di Castel Puliciano.
Ecco come introduce l'episodio Dino Compagni: "La terza disaventura ebbono i Bianchi e Ghibellini (la quale gli accomunò, e i due nomi si ridussono in uno) per questa cagione: che essendo Folcieri da Calvoli podestà di Firenze, i Bianchi chiamorono Scarpetta degli Ordalaffi loro capitano, uomo giovane e temperato, nimico di Folcieri".
Il "temperato" fa da contrapposizione al carattere di Fulcieri, che viene invece descritto come violento e feroce.
Ecco che cosa ne fa dire Dante a Guido del Duca, parlando con Rinieri da Calboli (Purgatorio, XIV, 58-66):
cacciator di quei lupi in su la riva

del fiero fiume, e tutti li sgomenta.
Vende la carne loro essendo viva;

poscia li ancide come antica belva;

molti di vita e sé di pregio priva.
Sanguinoso esce de la trista selva;

lasciala tal, che di qui a mille anni

ne lo stato primaio non si rinselva.»
Si tratta, com'è ovvio, di giudizi influenzati anche dalla polemica politica.
Resta, però, il fatto che i fiorentini, eccezionalmente (contro la regola di cambiare podestà ogni semestre), decisero, per Fulcieri, la rielezione per il secondo mandato consecutivo.
Nel 1322 Fulcieri fu preso al soldo come capitano da Amelio di Lautrec, rettore della Marca, per riportare all'obbedienza alcuni territori: Fulcieri riconquistò con le armi Osimo e Recanati; Fermo, nel tirmore di una sconfitta, trattò immediatamente un accordo.